# 舍力虎水库
舍力虎水库，位于中华人民共和国内蒙古自治区奈曼旗西部，是教来河左岸的一座大型旁侧水库。水库以防洪灌溉为主，兼有养鱼、旅游等综合效益。水库总库容1.18亿立方米。水库主坝为均质土坝，长60米，最大坝高7.5米，坝顶宽5米。水库有效灌溉面积2.13万公顷。水库地处沙漠地区，水库建成后，对改善周边生态环境起到了积极作用。